# 高雄市立新莊高級中學
高雄市立新莊高級中學（英語：Kaohsiung Municipal Hsin Chuang Senior High School，HCHS），簡稱新莊高中，為中華民國高雄市左營區的高級中等學校。
新莊高中鄰近民族一路（臺一線），北面緊鄰福山國小，西側緊鄰福山國中。附近有高鐵左營站，台鐵新左營站、高雄捷運左營站三鐵共構、鼎金系統交流道、高雄榮總。

## 校史
- 1992年7月1日，成立設校籌備處。
- 1995年1月25日，第一期校舍新建工程竣工啟用。
- 1995年7月1日，高雄市立新莊高級中學正式設校，招收高一招收普通班12班、音樂班1班、學生571人，高二則由左營高中移撥音樂班學生21人，全校計有14班，學生592人，教職員工54人。
- 1996年4月29日，成立教師會。
- 1996年6月27日，第二期校舍新建工程（A、B棟教室大樓、特科大樓、校門、田徑場、司令台、北面圍牆等）竣工啟用。
- 1996年9月，招收高一新生12班(普通班10班、國文資優班1班、音樂班1班)，全校共計學生數1068人，教職員工86人。
- 1997年1月30日，成立員生消費合作社。
- 2005年2月1日，福山生態步道（第一期）落成啟用。
- 2005年11月30日，A、B兩棟教學大樓正式命名為「新穎」、「端莊」、「昭質」、「德馨」。
- 2005年12月24日，辦理首屆「新莊之夜」晚會，除校內同學及社團表演，並邀請南拳媽媽及范瑋琪參與演出。
- 2006年8月1日，成立體育班，專長項目包括羽球、網球、直排輪曲棍球等項，高一班級數增為15班。
- 2007年12月1日，於教學大樓「端莊」樓一樓設置「社區圖書室」。
- 2012年6月3日，綜合活動中心落成啟用。
- 2012年11月，行政大樓5樓禮堂改建為圖書館閱覽室。
- 2020年3月11日，操場跑道改建完工啟用。
- 2021年7月31日，太陽能設施屋頂型及球場型完工。
- 2021年8月1日，教育部核准設置雙語科學實驗班。[1]

## 學校象徵

### 校訓
新速 誠樸
莊敬 奮發

### 學校願景 HCHS
- 人文博雅（Humanity）：充實人文涵養、培養博學風雅
- 行動創造（Creativity）：展現創意行動、鼓勵自造實作
- 國際視野（Horizons）：促進國際交流、拓展胸襟視野
- 科學素養（Science）：強化邏輯思辯、深耕科學素養[2]

## 歷任校長
- 第一任：潘輝雄（1995年7月1日－1999年7月31日）
- 第二任：盧進生（1999年8月1日－2005年7月31日）
- 第三任：許文宗（2005年8月1日－2013年7月31日）
- 第四任：順安（2013年8月1日－2017年7月31日）
- 第五任：陳良傑（2017年8月1日－2023年7月31日）
- 第六任：王明政（2023年8月1日－現任）[3]

## 外部連結
- 高雄市立新莊高級中學 （页面存档备份，存于）
- 高雄市立新莊高級中學FACEBOOK紛絲專頁